# Irlandia Wielka
Irlandia Wielka (Irland Mikla) lub Kraina Białego Człowieka (Hvítramannaland) – według średniowiecznych sag skandynawskich rzekomy ląd położony na zachód od Islandii, odkryty i zamieszkany przez Iryjczyków. Wspominają o nim Saga o Eryku Rudym, Landnámabók oraz Eyrbyggja saga.
Normańskie podania na temat Irlandii Wielkiej niektórzy badacze uważają za świadectwo odkrycia i zasiedlenia wybrzeży Grenlandii przez mnichów iroszkockich, na wiele wcześniej nim uczynili to w latach 80. X wieku Normanowie. Wyspa ta prawdopodobnie była znana irlandzkim żeglarzom, którzy na dziesięciolecia przed wikingami dopływali już do Islandii. Nie udało się jednak znaleźć żadnych świadectw archeologicznych, które mogłyby tę tezę potwierdzić. Może to jednak wynikać z faktu kontynuowania przez kolonistów z Islandii osadnictwa w tych samych miejscach, gdzie mieszkali Irlandczycy.
Według Landnámabók niejaki Ari Marsson, zagnany około 970 roku przez sztorm na zachód od Islandii, trafił do kraju noszącego nazwę Irlandia Wielka. Miał on się znajdować niedaleko Winlandii, 6 dni żeglugi od Islandii i był zamieszkany przez społeczność wyznającą chrześcijaństwo. Ari pozostał tam i przyjął chrzest.
Kraina Białego Człowieka (Hvítramannaland) opisana jest także w Sadze o Eryku Rudym, w kontekście wyprawy Thorfinna Karlsefniego do Winlandii ok. 1005 roku. W Marklandzie Normanowie mieli schwytać dwójkę dzieci Skrælingów. Po nauczeniu się języka normańskiego opowiadały one o położonej naprzeciw ich ojczyzny krainie, zamieszkanej przez ludzi którzy chodzą ubrani na biało, wrzeszczą głośno i noszą drążki z przyczepionymi kawałkami materiału. Opowieść ta, zdaniem autora sagi odnosząca się do Wielkiej Irlandii, może być świadectwem kontaktu mieszkańców kontynentu amerykańskiego z irlandzkimi osadnikami na Grenlandii, w czasie którego byli oni świadkami mszy lub procesji.
O istnieniu takiego lądu wspomniał także w Księdze Rogera arabski geograf Al-Idrisi.